# Odhneripisidium annandalei
Odhneripisidium annandalei is een tweekleppigensoort uit de familie van de Sphaeriidae. De wetenschappelijke naam van de soort werd in 1925 voor het eerst geldig gepubliceerd door Prashad.